# Etno-elettronica
La musica etno-elettronica (conosciuta anche come ethno electronic music o musica etnica elettronica) è un sottogenere della musica elettronica che combina melodie, strumenti ed elementi propri della musica etnica o della world music, a ritmi e stili propri della musica elettronica. Il nome appare in varie riviste e anche nella raccolta "Another Life: A Journey Into Ethnic Electronica"
Tra i precursori del genere si può considerare Jon Hassell che negli anni settanta ha unito al minimalismo e al jazz-rock elementi etnici.
Si è sviluppata dagli anni '90 grazie al contributo di dj e produttori spesso di origine asiatica, africana o sudamericana, concentrati prevalentemente nelle metropoli cosmopolite europee ed americane ed in Brasile.
Particolarmente diffusa la musica etno-elettronica ispirata a ritmi asiatici ed in particolare indiani (Panjabi MC, Talvin Singh, Karsh Kale) o mediorientali (Muslimgauze, Tabla Beat Science, Asian Dub Foundation), con particolare attenzione alle percussioni.
Per quanto riguarda la musica etnica elettronica sudamericana, concentrata soprattutto in Brasile, buoni riscontri sono stati ottenuti da artisti come Dj Dolores e Ramiro Musotto. Altri gruppi conosciuti i Gotan Project, mix di tango ed elettronica, ed il progetto russo Ivan Kupala. Meno catalogabili geograficamente altri gruppi, come i Transglobal Underground e gli Afro Celt Sound System. 
I maggiori successi di questo genere di musica appartengono tuttavia a gruppi come i Deep Forest, i Sacred Spirit, gli Enigma, gli Agricantus.
L'etichetta discografica Kittball ha pubblicato due album compilation (Kittball Charity Compilation It Began In Africa e It Began in Africa Volume 2), in cui ci sono pezzi che mischiano house, tech-house, deep-house e in alcuni anche techno con le tipiche sonorità africane.
Tra la fine degli anni 2010 e i primi anni 2020 ha scontrato rilevanza internazionale l'etno-elettronica ucraina, grazie a gruppi musicali come i Go_A, le Onuka, Yuko e i Mavka.